# Joséphine Pagnier

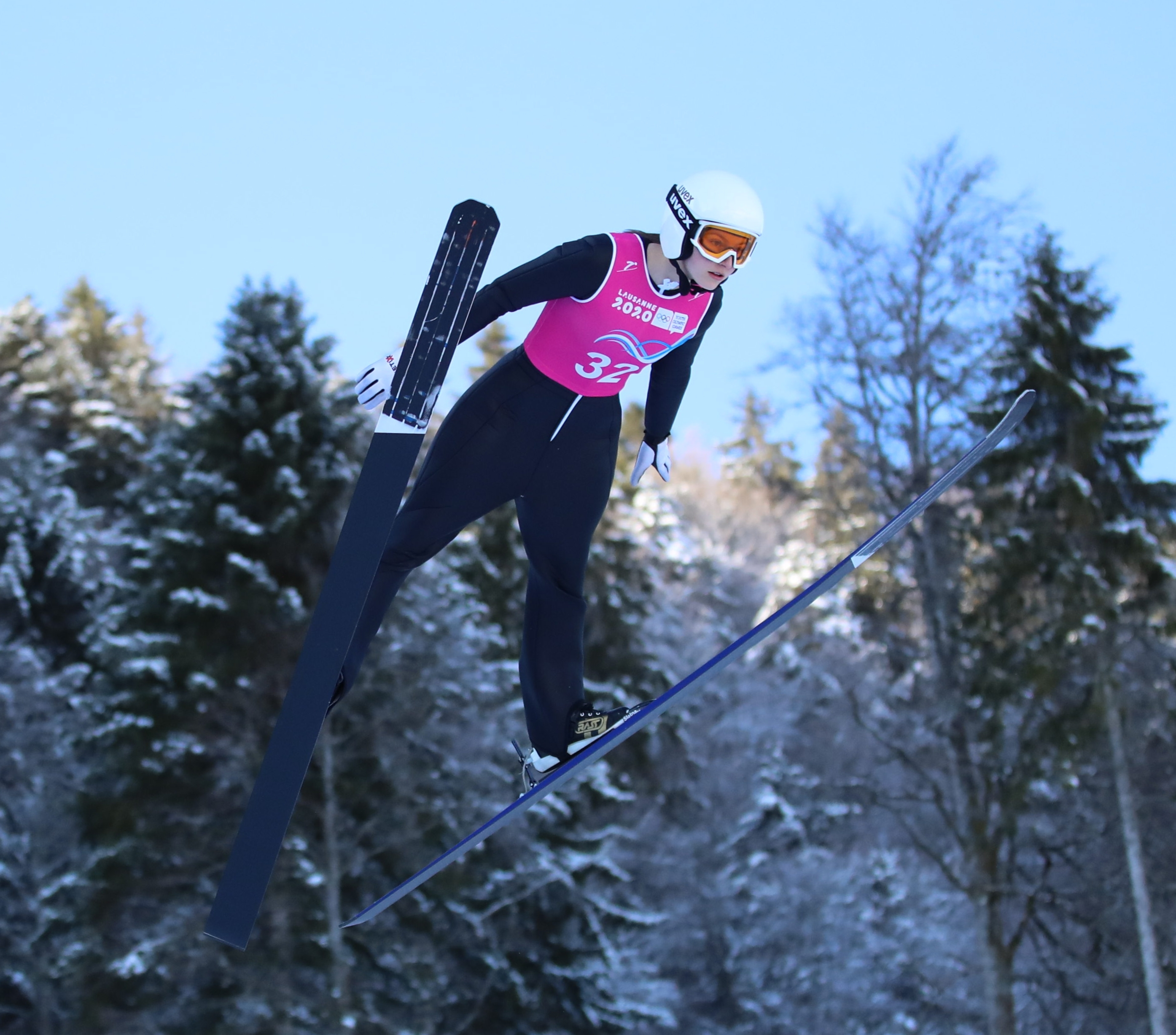
Joséphine Pagnier bei den Olympischen Jugend-Winterspielen 2020

Joséphine Pagnier (* 4. Juni 2002 in Pontarlier) ist eine französische Skispringerin.

## Werdegang
Joséphine Pagnier startet für Chaux Neuve. Sie debütierte am 7. und 8. März 2015 in Chaux-Neuve im Alpencup, wo sie die Plätze 21 und 18 belegte. Im März 2016 startete Pagnier in Harrachov erstmals im FIS Cup und erreichte dort die Plätze 25 und 24. Bis heute konnte sie auch einen Wettbewerb im Alpencup gewinnen.
Am 26. und 27. August 2016 debütierte Pagnier in Oberwiesenthal im Continental Cup und erreichte dort einmal Platz 14 und wurde einmal disqualifiziert. Mit ihren nächsten beiden Wettbewerbsteilnahmen am 16. und 17. Dezember 2016 in Notodden konnte sie gleichzeitig ihre ersten beiden Wettbewerbe im Continental Cup gewinnen. Vor allem durch diese beiden Siege gewann sie am Ende der Saison 2016/17 mit 218 Punkten die Gesamtwertung der Damen. Bei den Junioren-Weltmeisterschaften 2018 gewann sie mit der französischen Mannschaft die Bronzemedaille, während sie im Einzel 41. wurde.
Am 15. Dezember 2018 debütierte sie beim Heimspringen in Prémanon im Weltcup und erreichte mit dem 30. Platz gleich ihren ersten Weltcuppunkt. Bei den Junioren-Weltmeisterschaften 2019 im finnischen Lahti wurde sie im Einzel Neunte und belegte sowohl mit der französischen Frauenmannschaft als auch mit dem Mixed-Team jeweils Sechste. Bei den anschließenden Weltmeisterschaften 2019 in Seefeld in Tirol wurde sie 31. im Einzelspringen und Siebte mit dem französischen Frauenteam im Mannschaftswettbewerb. Bei den Nordischen Skiweltmeisterschaften 2021 in Oberstdorf belegte sie in den Einzelwettbewerben die Plätze 16 von der Normalschanze und 22 von der Großschanze.
Ihre erste Podestplatzierung im Weltcup erreichte sie am 27. Februar 2022 als Dritte in Hinzenbach. Bei den Olympischen Winterspielen in Peking wurde sie im Einzelwettbewerb Elfte.
Beim Auftaktspringen der Weltcupsaison 2023/24 am 2. Dezember 2023 verbesserte sie als Zweite von der Normalschanze in Lillehammer ihr bis dahin bestes Weltcupergebnis. Am Folgetag gelang ihr von der Großschanze am gleichen Ort ihr erster Sieg im Weltcup. Mit diesem Erfolg übernahm sie erstmals in ihrer Karriere das gelbe Trikot als Gesamtweltcupführende.

## Erfolge

### Weltcupsiege im Einzel
| Nr. | Datum             | Ort         | Typ         |
| --- | ----------------- | ----------- | ----------- |
| 1.  | 3. Dezember 2023  | Lillehammer | Großschanze |
| 2.  | 15. Dezember 2023 | Engelberg   | Großschanze |

### Inter-/Continental-Cup-Siege im Einzel
| Nr. | Datum              | Ort      | Typ           |
| --- | ------------------ | -------- | ------------- |
| 1.  | 16. Dezember 2016  | Notodden | Normalschanze |
| 2.  | 17. Dezember 2016  | Notodden | Normalschanze |
| 3.  | 16. September 2023 | Stams    | Großschanze   |
| 4.  | 21. September 2024 | Stams    | Großschanze   |
| 5.  | 22. September 2024 | Stams    | Großschanze   |

## Statistik

### Weltcup-Platzierungen
| Saison  | Platz | Punkte |
| ------- | ----- | ------ |
| 2018/19 | 30.   | 094    |
| 2019/20 | 32.   | 048    |
| 2020/21 | 22.   | 143    |
| 2021/22 | 11.   | 387    |
| 2022/23 | 16.   | 439    |
| 2023/24 | 07.   | 843    |
| 2024/25 | 23.   | 222    |

### Grand-Prix-Platzierungen
| Saison | Platz | Punkte |
| ------ | ----- | ------ |
| 2019   | 08.   | 081    |
| 2020   | 05.   | 045    |
| 2021   | 34.   | 044    |
| 2022   | 03.   | 209    |
| 2023   | 20.   | 063    |
| 2024   | 08.   | 131    |

### Continental-Cup-Platzierungen
| Saison  | Sommer | Sommer | Winter | Winter | Gesamt | Gesamt |
| Saison  | Platz  | Punkte | Platz  | Punkte | Platz  | Punkte |
| ------- | ------ | ------ | ------ | ------ | ------ | ------ |
| 2016/17 | 28.    | 018    | 01.    | 200    | 01.    | 218    |
| 2017/18 | –      | –      | 19.    | 062    | 35.    | 062    |
| 2019/20 | 08.    | 135    | –      | –      | 23.    | 135    |
| 2021/22 | –      | –      | –      | –      | 46.    | 082    |